# Journée de la bisexualité
La Journée de la bisexualité (en anglais : Celebrate Bisexuality Day) est célébrée le 23 septembre par la communauté bisexuelle et ses sympathisants.
Cette journée est un appel aux personnes bisexuelles, leurs familles, amis et sympathisants à la reconnaissance des droits et à la célébration de la bisexualité à travers son histoire, sa communauté, sa culture et son vécu quotidien. Cette journée, qui n’a au départ connu le succès que dans les lieux où les bisexuels disposaient déjà de communautés militantes (États-Unis et Royaume-Uni), s'est répandue par la suite dans plusieurs régions du monde.

## Histoire
Célébrée pour la première fois en 1999, la Journée de la bisexualité est née de l’initiative de trois militants bisexuels américains : Wendy Curry (originaire du Maine), Michael Page (de Floride) et la texane Gigi Raven. D’après cette dernière, « les communautés gay et lesbienne se sont renforcées et sont devenues plus visibles depuis les émeutes de Stonewall. La communauté bisexuelle est également devenue plus forte mais demeure toujours invisible sur bien des points. Cela est dû entre autres au fait que la société nous conditionne tous à catégoriser automatiquement tout couple se promenant main dans la main comme homo ou hétéro, en fonction du genre que nous assignons à chaque personne. »[réf. nécessaire]
Cette journée consacrée à la bisexualité et à la lutte contre la biphobie, indépendamment d’autres évènements LGBT plus généralistes, a été mise en place en réaction à l'occultation de la bisexualité et aux préjugés subis par l’ensemble des bisexuels, de la part de personnes d’orientation sexuelle différente, hétéros ou homos.
Pour la première édition de cet évènement (mis en place à l’occasion de l'assemblée générale de l’International Lesbian and Gay Association, le 23 septembre 1999), un certain nombre d’activités ont été organisées.

## Organisation dans les différents pays
Au fil des années, la journée est célébrée dans des pays de plus en plus nombreux. En 2004, elle était célébrée notamment au Canada, en Australie, en Afrique du Sud, en Nouvelle-Zélande, en Suède et en Allemagne.
Ainsi, à Toronto, des conférences, banquets et soirées dansantes ponctuent cet évènement, tandis qu’un grand bal masqué se tient dans le Queensland (Australie). Les États-Unis ne sont pas en reste, puisque pendant la semaine concernée, des discussions de groupe ainsi que des séances de questions-réponses ont eu lieu à l’université A&M du Texas, tandis qu’une fête est organisée chaque année au centre LGBT de Princeton pour l’occasion.[réf. souhaitée]
En France, la Journée de la bisexualité est célébrée pour la première fois en 2009, à l'initiative de l'association Bi'Cause. Cette année-là et les suivantes, elle donne lieu à un débat organisé par l'association à Paris,,. Depuis 2015, cela inclut des rassemblements dans l'espace public comme une marche.